# Terrouin
Der Terrouin ist ein rund 30 Kilometer langer, linker Nebenfluss der Mosel in der französischen Region Grand Est, der im Département Meurthe-et-Moselle fließt. Er entspringt bei Laneuveville-derrière-Foug, etwa acht Kilometer nordöstlich von Toul und mündet nördlich von Nancy, bei Villey-Saint-Étienne in die Mosel.

## Geographie

### Verlauf
Der Terrouin entspringt auf einer Höhe von etwa 300 m am Fuße der Côtes de Toul im Regionalen Naturpark Lothringen, in dem der größte Teil seines Laufes liegt.
Er folgt zunächst einer nördlichen Richtung, wendet sich aber dann nach Osten und schließlich nach Südosten, bevor er bei Villey-Saint-Étienne auf einer Höhe von ungefähr 197 m von links in die Mosel  mündet.
Sein 29,8 km langer Lauf endet circa 103 Höhenmeter unterhalb seines Ursprungs, er hat somit ein mittleres Sohlgefälle von etwa 3,5 ‰.

### Zuflüsse
Seine größten Zuflüsse sind der rechte Longeau mit 13,6 km und der linke Ru de Woëvre mit 8,8 km.
Von der Quelle zur Mündung. Daten nach SANDRE
- Ruisseau de Trondes (links), 3,3 km
- Rupt de Bagneux (links), 4,6 km
- Ruisseau du Moulin de Lacore (rechts), 5,3 km
- Ruisseau de Woevre (links), 8,8 km
- Ruisseau de Menil-La-Tour (rechts), 5,1 km
- Ruisseau de la Grande Tourniere (links), 3,5 km
- Ruisseau de Mandrelle (rechts), 4,3 km
- Ruisseau de l’Etang de Bailly (links), 6,6 km
- Ruisseau le Longeau (rechts), 13,6 km

## Hydrologie
Der Terrouin hat ein Einzugsgebiet von 170,5 km²; seine durchschnittliche jährliche Abflussmenge beträgt an der Mündung in die Mosel 0,70 m³/s. Der Abflussbeiwert des Beckens beträgt 129,5 mm, was nur der Hälfte des Durchschnitts in Frankreich und einem Drittel des französischen Teils des Einzugsgebietes der Mosel entspricht (445 mm in Hauconcourt, unterhalb von Metz).
| Monatlicher mittlerer Abfluss in m³/s: Terrouin bei Villey-Saint-Étienne Daten aus den Werten der Jahre 1970–1977 berechnet |
| --- |
| 21,61,20,80,400,621,17Jan.1,83Feb.0,89März0,61Apr.0,42Mai0,16Juni0,04Juli0,22Aug.0,03Sep.0,16Okt.0,81Nov.1,08Dez.           |
| Durchgehende Linie: Mittlerer Jahresabfluss (MQ) 0,62 m³/s                                                                  |
| |
| Quelle: Le Terrouin à Villey-Saint-Étienne – hydro.eaufrance.fr                                                             |